# Illinzi-Krater
Koordinaten: 49° 7′ 0″ N, 29° 6′ 0″ O

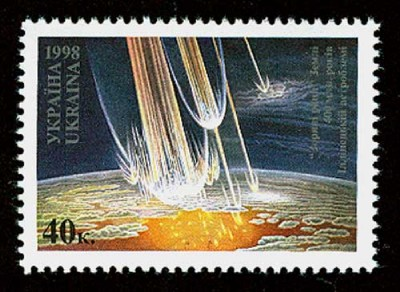
Ukrainische Briefmarke von 1998 mit einer Darstellung des Einschlages

Der Illinzi-Krater (auch Ilyinets; ukrainisch Іллінецький кратер/Illinezkyj Krater) ist ein verschütteter Einschlagkrater im Osten der ukrainischen Oblast Winnyzja.
Der Illinzi-Krater, der 1851 vom Professor der Kiewer Universität Konstantin Matwejewitsch Feofilaktow  (1818–1901) bei der Suche nach Mineralvorkommen entdeckt wurde, befindet sich etwa 10 km westlich der namengebenden Stadt Illinzi.
Der Krater mit einem Durchmesser von 8,5 km entstand durch den Impakt eines 40 Millionen Tonnen schweren Meteoriten mit einem Durchmesser von etwa 300 m während des Oberdevon vor etwa 378 ± 5 Millionen Jahren.
Im Zuge weiterer Erforschungen 1975 wurde hier der weltgrößte Achat gefunden.